# Ken Susi
Ken Susi (ur. 4 lutego) – amerykański gitarzysta.

## Kariera
Pochodzi z Danvers (Massachusetts). Kształcił się w University of Massachusetts Boston. W młodości uprawiał hokej na lodzie występując w drużynie Danvers Pee Wee A Falcon Hockey oraz piłkę nożną grając w składzie uczelnianej drużyny UMass Boston.
Od założenia grupy Unearth był w jej składzie gitarzystą rytmicznym.
Przez lata odpowiadał za śpiew melodyjny, w tym na albumie Darkness in the Light z 2011, ale z wyjątkiem The Oncoming Storm. Grał i śpiewał też w projekcie Burn Your Wishes wraz z Adamem Dutkiewiczem.
W czerwcu 2022 został ogłoszony członkiem składu koncertowego zespołu As I Lay Dying (tak samo perkusista Unearth, Nick Pierce). W październiku 2022 przyznał, że nie pozostaje już w pracy nad nowym materiałem muzycznym ani też nie występuje na koncertach Unearth. W październiku 2024 ogłosił odejście z As I Lay Dying.
Za ulubiony zespół w 2005 wskazał Crowbar. W wolnym czasie fotografuje.

## Instrumentarium
Od młodości (już w wieku 11 lat) grał na gitarze 7-strunowej. Przed 2005 otrzymał od firmy Ibanez dedykowany model Ibanez S7, a także VHT Pittbull. W 2020 przyznał, że używa gitar ESP. Firma przygotowała dla niego model KS M-6 Evertune. Używa strun Ernie Ball w rodzaju Super Slinky Cobalts z dodatkowym .056.

## Dyskografia
- As I Lay Dying: Through Storms Ahead (2024)

Udział gościnny
- Seemless: What Have We Become (2006) – śpiew dodatkowy w utworze „Eyes Of A Child”, dodatkowa produkcja
- The Advaita Concept: The Ratio (2012) – nagrywanie, produkcja, miksowanie[18]